# 로베르토 알라냐

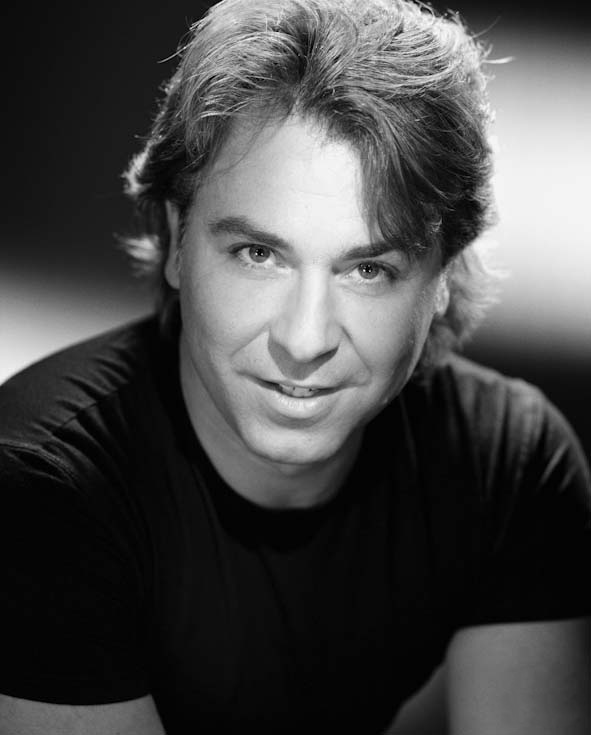
Roberto Alagna in 2004

로베르토 알라냐(프랑스어: Roberto Alagna, 1963년 6월 7일 ~ )는 프랑스의 테너 가수이다.밝고 서정적인 리릭 테너로 분류되며,이탈리아 오페라의 대부분에서주인공으로 무대에 섰다.